# Szent Korona Testület
A Szent Korona Testület Szent István államalapításáról és a Szent Koronáról szóló 2000. évi I. törvény alapján, az Országgyűlés által létrehozott testület. Tagjai a köztársasági elnök (aki egyben a Testület elnöki feladatait is ellátja), a miniszterelnök, az Országgyűlés elnöke, az Alkotmánybíróság elnöke és a Magyar Tudományos Akadémia elnöke. A Testület a 2004-től a Legfelsőbb Bíróság (maː Kúria) elnökével egészült ki, így mára valamennyi közjogi méltóság tagja a Szent Korona Testületnek. 2013-tól a Magyar Művészeti Akadémia elnöke is tagja a testületnek.
A Szent Korona Testület dönt a Szent Korona és a koronázási jelvények tudományos vizsgálatának és hiteles másolatok készítésének engedélyezéséről. A Testület első elnöke (2000-ben) dr. Göncz Árpád köztársasági elnök volt, ma Sulyok Tamás vezeti (2022-től). A Szent Korona Testület évente legalább egyszer ülésezik.

## A Testület feladatai
A Testület feladatait a 2000. évi I. törvény (Koronatörvény) az alábbiak szerint határozza meg:
4. § (2) A Testület az (1) bekezdésben említett feladatai körében
a) dönt a Szent Korona és a hozzá tartozó jelvények őrzési helyéről, ha annak szükségessége felmerül,
b) kezdeményezi a Szent Korona és a hozzá tartozó jelvények állagának megóvásához, helyreállításához szükséges intézkedéseket az arra jogosult hatóságnál,
c) ellenőrzi a Szent Korona és a hozzá tartozó jelvények megóvására vonatkozó előírások folyamatos megtartását,
d) hozzájárulást ad a Szent Koronáról és a hozzá tartozó jelvényekről hiteles másolat készítéséhez,
e) hozzájárulást ad a Szent Korona és a hozzá tartozó jelvények tudományos vizsgálatához.

## A Testület elnökei
A Koronatörvény szerint a Testület elnöke a köztársasági elnök, akadályoztatása esetén pedig a korelnök. A Testület ülésein a köztársasági elnök mindig részt vett, Göncz Árpád elnöklete során a Testület ugyanakkor nem ülésezett.
- Dr. Göncz Árpád (2000. január 2. - 2000. augusztus 4.)
- Dr. Mádl Ferenc (2000. augusztus 4. - 2005. augusztus 5.)
- Dr. Sólyom László (2005. augusztus 5. - 2010. augusztus 5.)
- Schmitt Pál (2010. augusztus 5. - 2012. április 2.)
- Dr. Kövér László (2012. április 2. - 2012. május 10.)
- Dr. Áder János (2012. május 10. - 2022. május 10.)
- Novák Katalin (2022. május 10. – 2024. február 26.)
- Üres (2024. február 26. – 2024. március 5.)
- Dr. Sulyok Tamás  (Hivatalba lépés: 2024. március 5.)

## A Szent Korona Országos Tanácsa
Nem tekinthető jogilag a Testület elődjének, habár nevében hasonló volt az 1401-ben, Zsigmond király fogságba esésekor Magyarországot irányító: a Szent Korona Országos Tanácsa. A Szent Korona Országos Tanácsának munkájában az ország főurai vettek részt, a jogszabályokat a királyi pecsétek helyett a "Szent Korona Országos Pecsétje" feliratú uralkodói pecséttel erősítették meg. A Szent Korona Országos Tanácsa egyértelműen visszavezethető az Árpád-ház utáni interregnum idején kialakult politikai helyzetre, amikor a királyi hatalom gyengülése nagyobb önállóságot, szerepet juttatott a királyi tanácsnak, mely a Szent Korona nevében tudta ellátni a kormányzást - a királyi tanács teljesen önálló kormányzására már Mária királynő 1386-os fogságba esésekor is látunk példát, de a Szent Korona Országos Tanácsa a legtisztábban 1401-ben ölt formát, hozzájárulva ezzel a már akkor is létező Szentkorona-tan eszmerendszerének megerősödéséhez.

## A Szent Korona Testület ülései, döntései
A Szent István államalapításának emlékéről és a Szent Koronáról szóló 2000. évi I. törvény értelmében ugyan a Szent Korona Testület évente legalább egyszer ülésezik, ez 2000-ben elmaradt. Ezért fordulhatott elő az, hogy a Testület első elnöke, Göncz Árpád köztársasági elnök voltaképp egyetlen testületi ülésen sem vett részt. A Testület üléseinek helyszíne nem meghatározott, ám általában a Sándor-palotában, a Köztársasági Elnöki Hivatalban tartja.
A Testület 2006-ban meghozott határozata és az MTA elnökének a Testület 2007. évi ülésén tett javaslata szerint a Szent Korona Testület munkáját Marosi Ernő (MTA) vezetésével szakértőkből álló szakmai-tanácsadó bizottság segíti. A bizottság 2008-tól látja el tanácsadói feladatát.
A Szent Korona Testület határozatait a Köztársasági Elnöki Hivatal teszi közzé, erre, illetve a Szent Korona Testület működésének ügyrendjére vonatkozóan azonban mindezidáig nem született szabályozás.
| A Szent Korona Testület ülései |                    | |
| ülés                           | ideje              | döntések, megjegyzések |
| 2001. évi 1. ülés              | 2001. április 4.   | A 2000. évi I. tv. rendelkezései nyomán a testületnek 2000-ben is kellett volna üléseznie, ám arra nem került sor, s a 2001. évi ülés lett a Testület első ülése. A Testület Paskai László bíboros-prímás, esztergomi érsek kérését pozitívan elbírálva hozzájárult, hogy a Szent Koronát a „millennium tiszteletére” augusztus 15-én a Nagyboldogasszony-napi szentmisére Esztergomba szállítsák. |
| 2002. évi 1. ülés              | 2002               | |
| 2003. évi 1. ülés              | 2003. november     | A Testület határozott arról, hogy az üléstől számított öt éven belül – rendkívüli szükség esetét kivéve – nem rendeli el a Szent Korona újabb tudományos vizsgálatát. A Testület javasolja a Kormánynak, hogy az hozzon kormányhatározatokat annak tisztázására, hogy mi a teendő a Szent Koronával szükségállapot, rendkívüli állapot esetén. |
| 2004. évi 1. ülés              | 2004               | |
| 2005. évi 1. ülés              | 2005. december 14. | A Testület arról határozott, hogy a Szent Korona egy esetleges röntgenes állagfelmérésének szükségességéről, jellegéről és módszeréről szakértőknek kell előzetesen véleményt formálni. A szakértőket 2006 októberében kérték fel, hogy rövid, írásos formában fejtsék ki álláspontjukat a Szent Korona röntgenes vizsgálatának szükségességéről, egy ilyen vizsgálat céljáról és lehetséges eredményeiről, az eljárás jellegéről, esetleges veszélyeiről. |
| 2006. évi 1. ülés              | 2006. december 6.  | A Magyar Koronaőrök Egyesülete roncsolásmentes vizsgálatának kezdeményezését a Testület elutasította A KEH közleménye a 2006. évi ülésről, mivel az októberben felkért szakértők szerint egy ilyen vizsgálatnak csak úgy van létjogosultsága, ha az egy átfogó és megtervezett kutatási programba illeszkedik. Ennek kidolgozására a Szent Korona Testület egy, a Testület munkáját segítő szakmai-tanácsadó bizottság felállításáról határozott, melynek tagjaira az MTA elnöke tesz a Testület következő ülésén javaslatot. |
| 2007. évi 1. ülés              | 2007. december 6.  | Megállapította, hogy a kulturális és az igazságügyi miniszterek nem teljesítették a magyar nemzeti jelképrendszerrel, a Szent Koronával és a hozzá tartozó jelvényekkel kapcsolatos szabályozás felülvizsgálatának szükségességéről szóló 2195/2006. (XI. 20.) Korm. határozatban foglalt feladatukat, így a Testület a miniszterelnök útján ismételten felkérte az oktatási és kulturális, valamint az igazságügyért felelős minisztereket, hogy a Köztársasági Elnöki Hivatal munkatársával együttműködve 2008. március végéig készítsenek összeállítást a Szent Koronára és a koronázási ékszerekre vonatkozó érvényben lévő szabályokból. Emellett a Testület döntött a munkáját segítő, 2006. évi 1. ülése alapján felállítandó szakértői-tudományos bizottság tagjairól (lásd később). |
| 2008. évi 1. ülés              | 2008. december 3.  | A Sándor-palotában tartott ülésén a Testület áttekintette a Szent Koronára és a koronázási ékszerekre vonatkozó jogszabályokkal kapcsolatos aktuális kérdéseket. |
| 2009. évi 1. ülés              | 2009.              | |
| 2010. évi 1. ülés              | 2010. december 20. | Az ülésre az Országház Gobelin-termében került sor. A résztvevők az alkotmányozás folyamatáról konzultáltak, megfontolásra javasolva az Alkotmány Előkészítő Bizottságnak a Szent Korona szerepeltetését. Mivel a Szent Korona őrzésének feladatát a Belügyminisztériumtól a Magyar Honvédség veszi át, az ülésen meghallgatták Hende Csaba honvédelmi miniszter átadás-átvétellel kapcsolatos beszámolóját. testület tagjai megtekintették a Szent Korona másolatát, továbbá konzultáltak a koronázási jelvények állagmegóvásáról, s a jövőben bevezetendő koronaőri egyenruháról. |

### A Szent Korona Testület szakmai-tanácsadó bizottsága
A Szent Korona Testület tudományos tanácsadó bizottságának felállításáról a Testület a 2006. évi ülésén döntött, az MTA elnöke a 2007. évi ülésen nyújtotta be a bizottsági tagokra vonatkozó javaslatát. Ennek alapján a szakmai-tanácsadó bizottság tagjai:
- Marosi Ernő (Magyar Tudományos Akadémia), a bizottság elnöke
- Lovag Zsuzsanna (Iparművészeti Múzeum volt főigazgatója)
- Tóth Endre (Magyar Művészeti Múzeum)
- Kiss Etele (Magyar Művészeti Múzeum)
- Takács Imre (Iparművészeti Múzeum volt főigazgatója)
- Varga Péter (ötvös-restaurátor, Iparművészeti Múzeum)
- Járó Márta (vegyész, Magyar Nemzeti Múzeum)

A bizottság tagjait a Testület határozata alapján a köztársasági elnök kérte fel.